# 皮埃尔方丹莱瓦朗
皮埃尔方丹莱瓦朗（法語：Pierrefontaine-les-Varans，法語發音：[pjɛʁfɔ̃tɛn le vaʁɑ̃]）是法国杜省的一个市镇，位于该省中部，属于蓬塔利耶区。

## 地名
“方丹”（fontaine）意为“泉”。法语地名通名在“枫丹白露”（Fontainebleau）等少数拥有传统译名的地名中译作“枫丹”，不过在《世界地名翻译大辞典》、《世界地名译名词典》和《法国地图册》等主流地名译名类书籍资料中多译作“方丹”。

## 地理
皮埃尔方丹莱瓦朗（47°12'55"N, 6°32'19"E）面积28.9 平方千米，位于法国勃艮第-弗朗什-孔泰大區杜省，该省份为法国东部内陆省份，北起上索恩省，西接汝拉省，东部及东南部与瑞士接壤，东北部与贝尔福地区省接壤。
与皮埃尔方丹莱瓦朗接壤的市镇（或旧市镇、城区）包括：拉维龙、贝勒埃尔布、布勒通维莱、沙姆塞、热尔梅方丹、普兰布瓦韦讷、拉索梅特。
皮埃尔方丹莱瓦朗的时区为UTC+01:00、UTC+02:00（夏令时）。

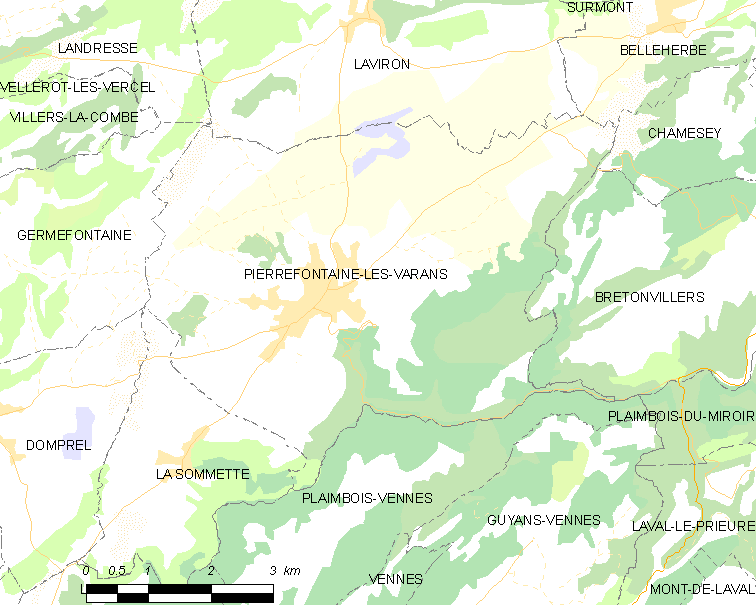
皮埃尔方丹莱瓦朗的OSM定位图

## 行政
皮埃尔方丹莱瓦朗的邮政编码为25510，INSEE市镇编码为25453。

## 政治
皮埃尔方丹莱瓦朗所属的省级选区为瓦尔达翁县。

## 交通
杜省省道D20线、D31线和D32线在境内交汇。

## 人口

1962-2008年间皮埃尔方丹莱瓦朗人口变化图示

皮埃尔方丹莱瓦朗于2022年1月1日时的人口数量为1361人。